# Misoprostol
Misoprostol ist ein synthetisch hergestellter Abkömmling des natürlich vorkommenden Gewebehormons Prostaglandin E1. Es wird als Arzneistoff in der Therapie und Prävention von Magen- und Zwölffingerdarmgeschwüren verwendet sowie in verschiedenen Anwendungsgebieten der Frauenheilkunde und Geburtshilfe.

## Stereochemische Struktur

Strukturen der vier Stereoisomere des Misoprostols

Misoprostol ist ein synthetisch hergestelltes Derivat des Prostaglandins E1 und hat vier chirale Zentren.
Die pharmazeutisch verwendete Substanz ist eine äquimolare Mischung der zwei Enantiomerenpaare
- (8R, 11R, 12R, 13E, 16S) und (8S, 11S, 12S, 13E, 16R) sowie
- (8R, 11R, 12R, 13E, 16R) und (8S, 11S, 12S, 13E, 16S).[2]

Hauptsächlich wirksam ist das (8R, 11R, 12R, 13E, 16S)-Stereoisomer.

## Wirkungen
Als Prostaglandin-Analogon wirkt Misoprostol an den Prostaglandin-Rezeptoren der Belegzellen und hemmt die Säure- und Pepsinsekretion im Magen. Es unterstützt ferner die Abwehrmechanismen der Magen- und Darmschleimhaut, indem es die schützende Bikarbonat- und Schleimproduktion fördert. Dadurch können die durch Säureüberproduktion oder durch Schmerzmittel entstandenen Schäden im Magen oder Zwölffingerdarm verringert werden.
Misoprostol bewirkt eine Kontraktion der Gebärmuttermuskulatur.
Misoprostol ist ein Prodrug und wird nach oraler Gabe rasch resorbiert. Der pharmakologisch aktive Metabolit Misoprostolsäure entsteht durch Biotransformation, wobei innerhalb von 15 bis 30 Minuten maximale Plasmakonzentrationen entstehen. Die Plasmaeliminationshalbwertszeit beträgt 20 bis 40 Minuten.

## Anwendungsgebiete

### Magen- und Zwölffingerdarmgeschwüre
Misoprostol ist als Fertigarzneimittel zugelassen zur Vorbeugung und Behandlung von medikamentenbedingten Schleimhautschädigungen bzw. -geschwüren des Magens und Zwölffingerdarms, die bei der Einnahme von nichtsteroidalen Antirheumatika entstehen können und deren Gabe weder abgesetzt noch die Dosis reduziert werden kann.
Wegen der Wirkung auf die Gebärmuttermuskulatur darf eine Anwendung nur erfolgen, wenn eine Schwangerschaft ausgeschlossen ist. Bei Frauen im gebärfähigen Alter darf der Wirkstoff in diesem Anwendungsgebiet nur eingesetzt werden, wenn eine zuverlässige Methode zur Schwangerschaftsverhütung angewendet wird, da unter der Exposition gegenüber Misoprostol im ersten Trimenon ein erhöhtes Risiko für Fehlbildungen des Fetus berichtet wurde. Während der Stillzeit darf Misoprostol nicht eingenommen werden, da es in die Muttermilch übertritt.
Missbrauchsgefahr bestand darin, dass sich schwangere Frauen unter dem Vorwand von Magenbeschwerden aufgrund von Schmerzmittelgebrauch bei ihrem Hausarzt Misoprostol verschreiben lassen konnten, das Mittel dann allerdings zum illegalen Schwangerschaftsabbruch einnahmen.

### Gynäkologie, Geburtshilfe
Weitere Anwendungsgebiete liegen in der Gynäkologie und der Geburtshilfe. So findet Misoprostol Anwendung bei nachgeburtlichen Blutungen, Weheneinleitung, verhaltener Fehlgeburt, der Vorbereitung einer Gebärmutterausschabung und beim Schwangerschaftsabbruch.
Wegen dieser wichtigen Indikationen befindet sich der Arzneistoff auf der WHO-Liste der Essential Medicines. Für gynäkologische bzw. geburtshilfliche Anwendungen sind Misoprostol-haltige Fertigarzneimittel nur in einer beschränkten Anzahl von Ländern zugelassen,
Seit September 2021 steht mit dem Mittel Angusta der Firma Norgine (25 μg Misoprostol je Tablette) ein in Deutschland zugelassenes Präparat mit der Indikation Geburtseinleitung zur Verfügung, welches eine genauere Dosierung (als ehemals Cytotec mit damals 200 μg Misoprostol je Tablette) ermöglicht, und damit die Aufteilung der Tabletten in kleinere Dosen in einer Klinikapotheke überflüssig macht.

### Experimentelle Behandlung der Trigeminusneuralgie
In einer kleinen offenen Studie wurde Misoprostol 2003 als wirksam beschrieben in der Behandlung einer therapierefraktären Trigeminusneuralgie bei Patienten mit Multipler Sklerose.

## Nebenwirkungen
Hervorzuheben bei der Therapie von Ulzera ist der in 13 % der Fälle entstehende Durchfall, der insgesamt bei 0,5 % zu einem Abbruch der Therapie führt. Weiterhin können Übelkeit und Bauchschmerzen sowie Kopfschmerzen und Schwindel auftreten. Kardiovaskuläre Wirkungen treten praktisch nicht auf.
Nach Gabe von Misoprostol im zweiten oder dritten Schwangerschaftsdrittel wurde in seltenen Fällen eine Uterusruptur beobachtet, insbesondere bei Frauen, die schon geboren hatten oder mit Narbe nach vorangegangenem Kaiserschnitt.
2020 geriet Cytotec nach Recherchen von report München und der Süddeutschen Zeitung in die Medien, denen zufolge es in Deutschland und Frankreich nach dem nicht zulassungsgemäßen Gebrauch zur Geburtseinleitung (Off Label) zu schwerwiegenden Zwischenfällen gekommen sei. In Deutschland und Frankreich sind daher Klagen vor Gericht anhängig. Einige ausländische Behörden verweisen ausdrücklich auf das potentielle Auftreten von unkontrollierbaren Gebärmutterkontraktionen (Wehensturm). Der Hersteller Pfizer gibt an, dass es keine ausreichende Studien zur Anwendung von Cytotec gebe. Dem halten die deutschen gynäkologischen Fachverbände über eine Pressemitteilung der Deutschen Gesellschaft für Geburtshilfe und Gynäkologie e. V. (DGGG) entgegen, dass Misoprostol zur Geburtseinleitung in niedrigerer Dosierung – als in Cytotec enthalten – verabreicht werde und in zahlreichen Studien in der vaginalen und oralen Verabreichung untersucht worden sei. Misoprostol werde in fast allen hochrangigen Perinatalzentren eingesetzt. Dagegen warnte im März 2020 die deutsche Arzneimittelbehörde, nachdem ihr neue Berichte über schwere Nebenwirkungen in der off-label Anwendung in der Geburtshilfe eingegangen waren, vor der Anwendung von Cytotec außerhalb des zugelassenen Anwendungsgebiets. Das Mittel sei wegen mangelhafter Teilbarkeit nicht genau genug dosierbar und die neben der oralen Gabe ebenfalls praktizierte sublinguale, buccale oder rektale Verabreichung, mit der der First-Pass-Effekt umgangen werde, sei im Rahmen der Zulassung von Cytotec nicht untersucht worden. Es bestehe die Möglichkeit auf geeignete andere, für eine Geburtseinleitung zugelassene Arzneimittel auszuweichen. Der Import von Cytotec wurde im April 2021 gestoppt.
Auch bei dem Nachfolgepräparat Angusta sind Vorwürfe ähnlicher Art öffentlich geworden.

## Handelsnamen
Frauenheilkunde
- Geburtseinleitung: Angusta (DK, SE, FI, NO, FR)
- Schwangerschaftsabbruch (in Übereinstimmung mit den gültigen Gesetzen und Bestimmungen): MisoOne (D, CH), Topogyne (AT, UK)

Ulkusprophylaxe
- in Kombination mit Diclofenac: Arthotec (D) Arthrotec (A, CH und andere Länder)